# Imiramesha
Semenjkara Imiramesha, o Imiramesha, fue un faraón de la dinastía XIII de Egipto, que reinó cerca de 1713-1710 a. C.
Este soberano figura en el registro VI,21 del Canon Real de Turín como Semenjkara Imiramesha. Gobernó un período de dos a tres años.
Imiramesha pudo ser un jefe del ejército y la circunstancia su nombre, escrito fuera del cartucho, genera la hipótesis de que se trataba de un militar que toma el trono, aunque no se sabe de que modo. Existe la convicción, bastante extendida, de que tuvo un reinado de pocos años. Algunos historiadores mantienen que su poder se extendía solamente a una parte del delta del Nilo, en tal caso este soberano habría reinado al mismo tiempo que otro rey, pero no se sabe cuál, controlando la capital tradicional Ity Tauy, a la vez que el faraón de la dinastía de Xois.

## Testimonios de su época
De este soberano se conoce una gran estatua, procedente de Tanis, situada inicialmente en Menfis, pero usurpada posteriormente por Apofis.

## Titulatura
| Titulatura | Jeroglífico | Transliteración (transcripción) - traducción - (referencias) |

| N5 | s | Y5 · n | Aa1 | U22 | D28 |

| N5 | s | Y5 · n | Aa1 | U22 | D28 |

| N5 | s | Y5 · n | Aa1 | U22 | D28 |

| N5 | s | Y5 · n | Aa1 | U22 | D28 |

| N5 | s | Y5 · n | Aa1 | U22 | D28 |

| N5 | s | Y5 · n | Aa1 | U22 | D28 |

| N5 | s | Y5 · n | Aa1 | U22 | D28 |

| N5 | s | Y5 · n | Aa1 | U22 | D28 |

| N5 | s | Y5 · n | Aa1 | U22 | D28 |

| N5 | s | Y5 · n | Aa1 | U22 | D28 |

| N5 | s | Y5 · n | Aa1 | U22 | D28 |

| N5 | s | Y5 · n | Aa1 | U22 | D28 |

| N5 | s | Y5 · n | Aa1 | U22 | D28 |

| N5 | s | Y5 · n | Aa1 | U22 | D28 |

| N5 | s | Y5 · n | Aa1 | U22 | D28 |

| N5 | s | Y5 · n | Aa1 | U22 | D28 |

| Ca1 | N5 | s | Y5 · n | Aa1 | U22 | D28 | Z1 | G7 | Ca2 | G7 | G17 · r | A12 |

| Ca1 | N5 | s | Y5 · n | Aa1 | U22 | D28 | Z1 | G7 | Ca2 | G7 | G17 · r | A12 |

| G17 | r | A12 | Z3 |

| G17 | r | A12 | Z3 |

| G17 | r | A12 | Z3 |

| G17 | r | A12 | Z3 |

| G17 | r | A12 | Z3 |

| G17 | r | A12 | Z3 |

| G17 | r | A12 | Z3 |

| G17 | r | A12 | Z3 |

| G17 | r | A12 | Z3 |

| G17 | r | A12 | Z3 |

| G17 | r | A12 | Z3 |

| G17 | r | A12 | Z3 |

| G17 | r | A12 | Z3 |

| G17 | r | A12 | Z3 |

| G17 | r | A12 | Z3 |

| G17 | r | A12 | Z3 |